# Cases Julià
Les Cases Julià, conegudes popularment com a Can Julià són una obra d'Arenys de Mar (Maresme) inclosa en l'Inventari del Patrimoni Arquitectònic de Catalunya. Van ser dissenyades pel mestre d'obres Vicente Riera Freginals.

## Descripció
Es tracta d'un grup de tres cases de tres plantes amb una composició comuna. Cadascuna té porta i finestra a la planta baixa, un balcó que uneix les dues obertures del primer pis, i dos balconets al segon. Coronada per una cornisa i unes baranes d'obra ondulades. Posseeix certs motius d'estil modernista, principalment a les baranes de les finestres i els balcons. Aquestes cases estan situades a la part alta de la Riera, a una cantonada.

## Història

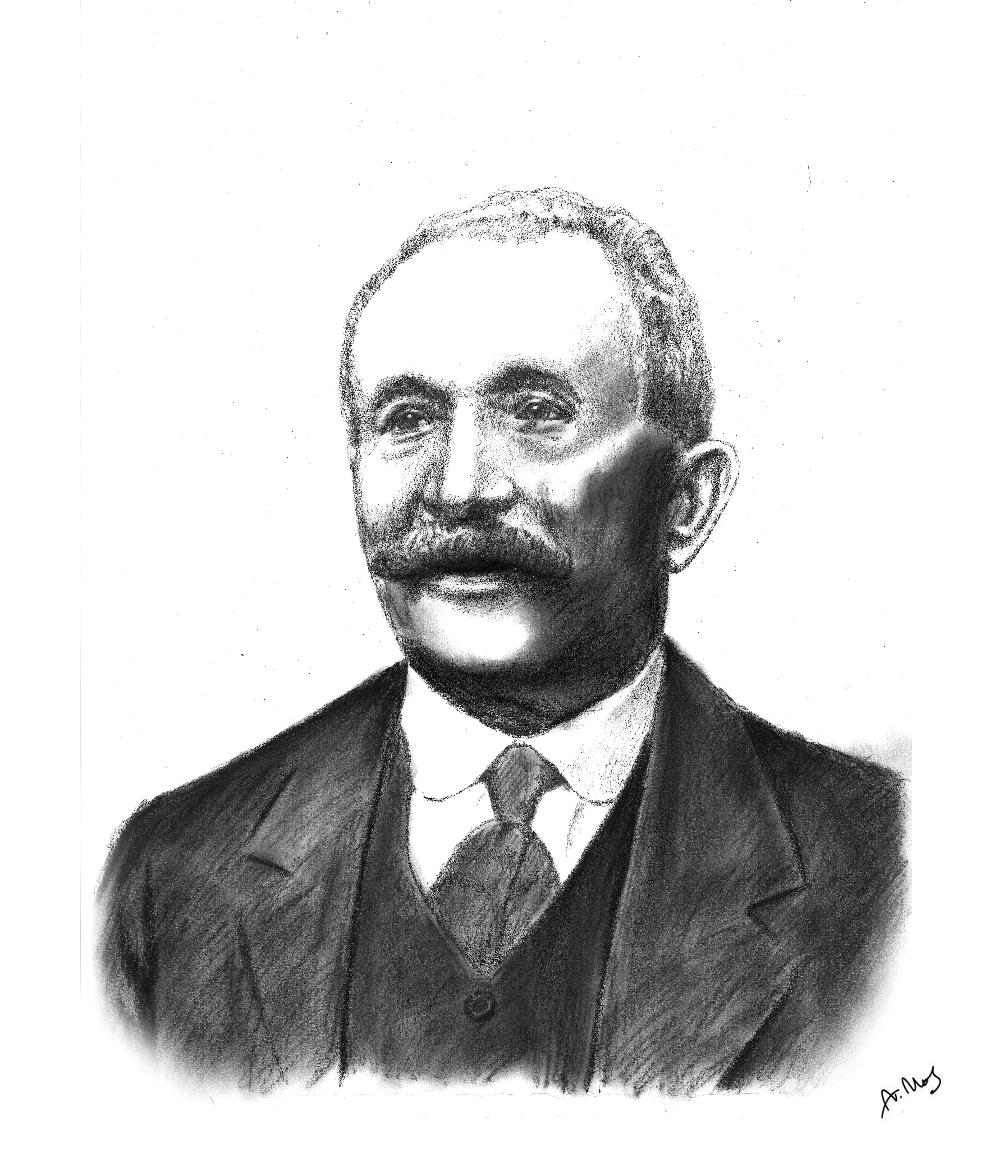
Rosendo Julià Palahí, fundador de la fàbrica de gènere de punt "Hijos de Rosendo Julià"

Les Cases Julià les feu construir Rosendo Julià Palahí, industrial del sector tèxtil arenyenc nascut l'any 1846. L'any 1885, en Rosendo Julià fundaria la fàbrica de gènere de punt "Rosendo Julià".
La fàbrica començà confeccionant mitjons, mitges i roba interior per a homes, dones i infants. L'impuls de la indústria es produí després de la visita que Rosendo Julià va fer a l'Exposició Internacional de París l'any 1900; d'allí en va importar les primeres tricotoses automàtiques, de molta producció. A principis de segle, i amb els guanys que en Rosendo obtingué amb la fàbrica, l'industrial decidí presentar l'any 1911 un projecte urbanístic per construir les Cases Julià.
Les cases estan compostes per tres habitatges, que foren destinats a cadascun dels fills d'en Rosendo Julià (En Rosendo, la Maria i en Josep). L'any 1925, els fills de Rosendo Julià Palahí continuaren el camí del pare dirigint la fàbrica arenyenca, i formaren la societat Hijos de Rosendo Julià SA.
A partir de la segona meitat del segle xx, l'empresa utilitzaria la marca comercial Fanta i se centraria íntegrament a la confecció de la roba interior i pijames. La indústria centenària de Can Julià acabaria per doblegar-se davant la crisi econòmica, i l'any 1985 tancaria definitivament les seves portes.

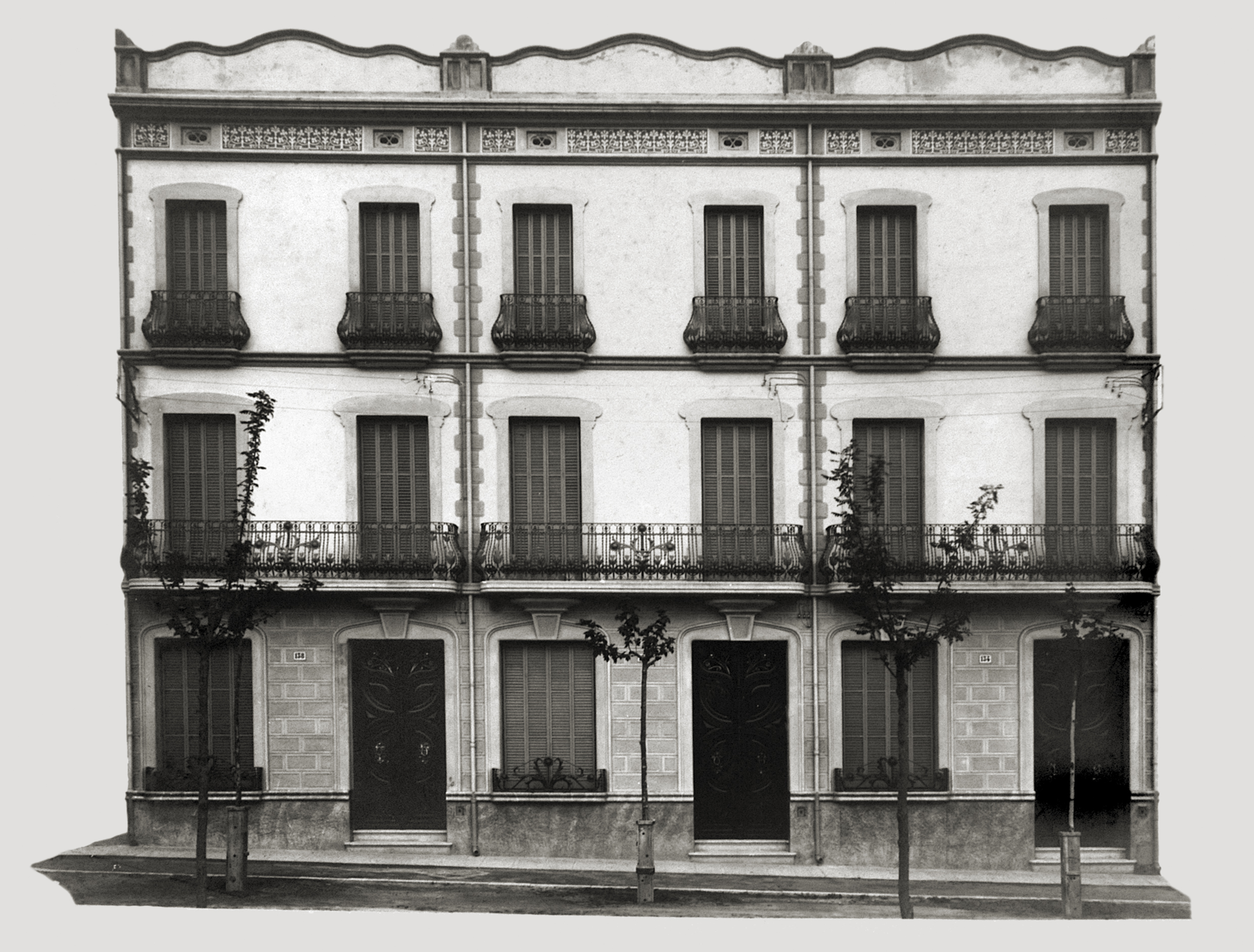
Façana de Can Julià (1911)